# Premetadon
Premetadon, półprodukt metadonu – organiczny związek chemiczny, prekursor metadonu objęty Jednolitą konwencją o środkach odurzających z 1961 roku. W Polsce jest w wykazie I-N Ustawy o przeciwdziałaniu narkomanii.